# Nguyễn Hữu Thị Nga
Nguyễn Hữu Thị Nga (chữ Hán: 阮有氏娥; 29 tháng 10 năm 1881 – 19 tháng 12 năm 1945), phong hiệu Nhất giai Huyền phi (一階玄妃), là một cung phi của vua Thành Thái nhà Nguyễn trong lịch sử Việt Nam.

## Gia thế
Huyền phi Nguyễn Hữu Thị Nga là con gái thứ sáu của Vĩnh Quốc công Nguyễn Hữu Độ, người được phong làm Cơ mật viện đại thần Kinh lược sứ Bắc Kỳ. Mẹ của bà tên là Trần Thị Thảo, thứ thất của ông Nguyễn Hữu Độ.
Ngoài Huyền phi, ông Nguyễn Hữu Độ còn có 5 người con khác cũng lần lượt kết hôn với những thành viên trong hoàng tộc, là:
- Nguyễn Hữu Lang, trưởng nam, con của bà chánh thất Trần Thị Lựu, được phong tới chức Hàn lâm viện Thị độc, cưới Tôn Nữ Thị Sách.
- Nguyễn Hữu Tý, em cùng mẹ với Huyền phi, kết hôn với Ngọc Lâm Công chúa Nguyễn Phúc Dĩ Ngu, con gái của vua Đồng Khánh, được phong Phò mã Đô úy. Phò mã Tý được phong tới chức Thượng thư.
- Nguyễn Hữu Khâm, em cùng mẹ với Huyền phi và phò mã Tý, kết hôn với Tân Phong Công chúa Nguyễn Phúc Châu Hoàn, con gái út của vua Dục Đức, được phong Phò mã Đô úy. Phò mã Khâm được phong tới chức Thái thường tự khanh.
- Nguyễn Hữu Thị Nhàn, chị khác mẹ với Huyền phi, là Chính cung Hoàng quý phi của vua Đồng Khánh, được gọi là Đức Thánh Cung, sau được tôn làm Khôn Nguyên Thái hậu.
- Nguyễn Hữu Thị Uyển, em cùng mẹ với Thánh Cung, lấy Kiên Quận Công Ưng Quyến, là con của Kiên Thái vương Hồng Cai.

## Nhập cung phong Phi
Đại Nam thực lục ghi lại, năm Thành Thái thứ 9 (1897), tháng sáu (âm lịch), sách phong cho người con gái của Vĩnh Lại Quận công Nguyễn Hữu Độ mới tuyển vào cung làm Nhất giai Huyền phi (一階玄妃). Người con gái đó không ai khác ngoài bà Nguyễn Hữu Thị Nga. Là con gái của đại thần quá cố, em của tiên triều Hoàng quý phi, lại được vua yêu quý nên có lẽ vì thế mà bà Nga được xếp ngay vào bậc Nhất giai khi vừa mới nhập cung.
Tháng 11 (âm lịch) cùng năm, vua Thành Thái ngự giá Nam tuần. Trước đó vào tháng 10, vua có dụ rằng: “Ngày 6 tháng sau ngự giá Nam tuần, chuẩn cho Hoàng quý phi, Huyền phi và một Quý nhân, một Tài nhân, một thị nữ cùng các hoàng đệ Bửu Thiện, Bửu Kiêm, Bửu Lũy tùy hầu, phàm cử chỉ lời lẽ đều phải kính cẩn để xứng ý trẫm”. Ngoài Hoàng quý phi Nguyễn Gia Thị Anh, Huyền phi Nguyễn Hữu thị là người duy nhất trong các phi tần được vua Thành Thái chọn đích danh để đi cùng ông trong chuyến tuần du này. Điều này cho thấy Huyền phi là một cung phi rất được nhà vua yêu quý.

### Hậu duệ
Huyền phi Nguyễn Hữu Thị Nga đã hạ sinh cho vua được hai người con, là hoàng tử Vĩnh Giác và hoàng nữ Lương Khanh. Sau khi vua Thành Thái bị lưu đày, bà vẫn ở lại Huế và nuôi dạy hai người con. Bà thường sáng tác những bài thơ bằng chữ Việt lẫn chữ Hán để thể hiện sự nhớ thương đối với nhà vua. Công tôn nữ Liên Châu (sinh 1926), trưởng nữ của hoàng tử Vĩnh Giác, là người đã lưu giữ nhiều áng thơ của bà Huyền phi.

## Qua đời
Ngày 19 tháng 12 năm 1945, nhằm ngày rằm tháng 11 năm Ất Dậu, Huyền phi Nguyễn Hữu Thị Nga qua đời, thọ 65 tuổi, được an táng ở trong khu di tích An lăng (tức Lăng Dục Đức). Ban đầu, trên bia mộ của bà Huyền phi có khắc dòng chữ: Hiển tỉ tiên triều Thành Thái khánh tân Nguyễn Hữu thị quý nương chi linh mộ.
Tháng 8 năm 2006, Công tôn nữ Liên Châu cùng hai tôn thất của phòng Vĩnh Giác đã đưa di cốt của bà Huyền phi về xã Phước Thể, huyện Tuy Phong, tỉnh Bình Thuận cải táng.

## Giai thoại
Trong dân gian có truyền nhau một giai thoại rằng, vua Thành Thái lúc bấy giờ rất hay cải trang vi hành. Trong lần vi hành tới đất Kim Long, nhà vua đã phải lòng một cô lái đò vừa mới gặp. Vua bất giác hỏi người con gái kia rằng: “Nì, o tê! O có muốn lấy vua không?”. Cô gái cứ ngỡ rằng đó chỉ là lời đùa của một chàng thiếu niên nên mạnh dạn thốt rằng: “Ưng!”. Vua bèn đi về phía cô lái đò, bảo rằng: “Rứa thì quý phi ngồi nghỉ để trẫm chèo cho”. Đò xuôi dòng sông Hương rồi cập bến Nghinh Lương trước Phu Văn lâu, vua cười rồi truyền lệnh đưa cô lái đò vào cung, lập làm cung phi. Người con gái ấy được cho là ái nữ của ông Nguyễn Hữu Độ, không ai khác ngoài Huyền phi Nguyễn Hữu Thị Nga.
Trong dân gian cũng có hai câu thơ lưu truyền mối tình này của vua Thành Thái và Huyền phi Nguyễn Hữu thị:
Kim Long có gái mỹ miều
Trẫm thương trẫm quý, trẫm liều trẫm đi.
Tuy nhiên, theo lời ông Nguyễn Hữu Hồng Kỳ, hậu duệ của quốc công Nguyễn Hữu Độ, hai câu ca dao trên xuất phát từ cảm xúc chân tình của vua Thành Thái khi lần đầu tiên đến làng Kim Long, ghé phủ của ông Độ. Vì thấy bà Nga xinh đẹp nên vua hay đi xe song mã đến nhà chơi, rồi sau đó vua đưa bà về cung lập làm Huyền phi.